# North Lakeport
North Lakeport és una concentració de població designada pel cens dels Estats Units a l'estat de Califòrnia. Segons el cens del 2000 tenia 2.879 habitants.

## Demografia
Segons el cens del 2000, North Lakeport tenia 2.879 habitants, 1.205 habitatges, i 765 famílies. La densitat de població era de 296,4 habitants/km².
Dels 1.205 habitatges en un 27,6% hi vivien nens de menys de 18 anys, en un 48% hi vivien parelles casades, en un 10,6% dones solteres, i en un 36,5% no eren unitats familiars. En el 29,5% dels habitatges hi vivien persones soles el 12,4% de les quals corresponia a persones de 65 anys o més que vivien soles. El nombre mitjà de persones vivint en cada habitatge era de 2,35 i el nombre mitjà de persones que vivien en cada família era de 2,89.
Per edats la població es repartia de la següent manera: un 24,3% tenia menys de 18 anys, un 6,3% entre 18 i 24, un 23% entre 25 i 44, un 26,4% de 45 a 60 i un 20% 65 anys o més.
L'edat mediana era de 42 anys. Per cada 100 dones de 18 o més anys hi havia 95,3 homes.
La renda mediana per habitatge era de 34.155 $ i la renda mediana per família de 41.716 $. Els homes tenien una renda mediana de 38.750 $ mentre que les dones 29.181 $. La renda per capita de la població era de 18.410 $. Entorn del 8,2% de les famílies i el 10,5% de la població estaven per davall del llindar de pobresa.

## Poblacions més properes
El següent diagrama mostra les poblacions més properes.